# Final Fantasy XIII
Final Fantasy XIII (jap. ファイナルファンタジーXIII Fainaru Fantajii XIII) – japońska komputerowa gra fabularna stworzona i wydana przez Square Enix na konsole PlayStation 3 i Xbox 360 w 2009 roku. Jej kontynuacja pod tytułem Final Fantasy XIII-2 ukazała się w grudniu 2011 roku. 18 września 2014 opublikowano potwierdzenie, że 9 października 2014 gra ma ukazać się w wersji na system Microsoft Windows.
Akcja gry ma miejsce w fikcyjnym, futurystycznym świecie Cocoon, którego władcy z grupy Sanctum pod przywództwem Galentha Dysleya tyranizują ludność kraju. Była członkini armii, Lightning, wypowiada walkę Sanctumowi, chcąc uratować swą siostrę porwaną przez jednego z żołnierzy. Do Lightning dołącza kilkoro sprzymierzonych żołnierzy: Snow Villiers, Oerba Dia Vanille, Sazh Katzroy, Hope Estheim i Oerba Yun Fang.

## Odbiór gry
Gra w wersji na konsolę PlayStation 3 została pozytywnie przyjęta przez recenzentów, osiągając według agregatora Metacritic średnią wynoszącą 83/100.